# Детифос
Детифос (на исландски: Dettifoss) е водопад в североизточна Исландия. Образува се на река Йокулса и попада на територията на националния парк Ватнайокул. Детифос е един от най-внушителните водопади в Европа и е сред най-посещаваните забележителности в Исландия.
Смята се за един от най-мощните водопади в Европа, тъй като водите му падат от 44 m, а ширината му е 100 m. Средният дебит е ок. 200 m³/s. Водите на водопада идват от близкия ледник Вайнаокул, чиито отлагания го оцветяват в синкаво-бяло.
Детифос е леснодостъпен по две от шосетата от националналната пътна мрежа на Исландия – F864 от изток и F862 от запад.
- Детифос - Dettifoss